# Schwarzes Meer (Ostfriesland)
Das Schwarze Meer ist ein See bei Marx-Barge im Landkreis Wittmund. Es handelt sich um den einzigen Grundmoränensee Ostfrieslands. Der Rand des flachen Sees ist vermoort und von trockenen Sandheiden und Magerrasen umgeben. Er wird seit 1977 durch ein 15 ha großes Naturschutzgebiet geschützt. Das Gebiet ist als Lebensraum nach der Fauna-Flora-Habitat-Richtlinie verzeichnet.